# Sinoxylon unidentatum
Sinoxylon unidentatum är en skalbaggsart som först beskrevs av Fabricius 1801.  Sinoxylon unidentatum ingår i släktet Sinoxylon och familjen kapuschongbaggar. Inga underarter finns listade i Catalogue of Life.

## Bildgalleri

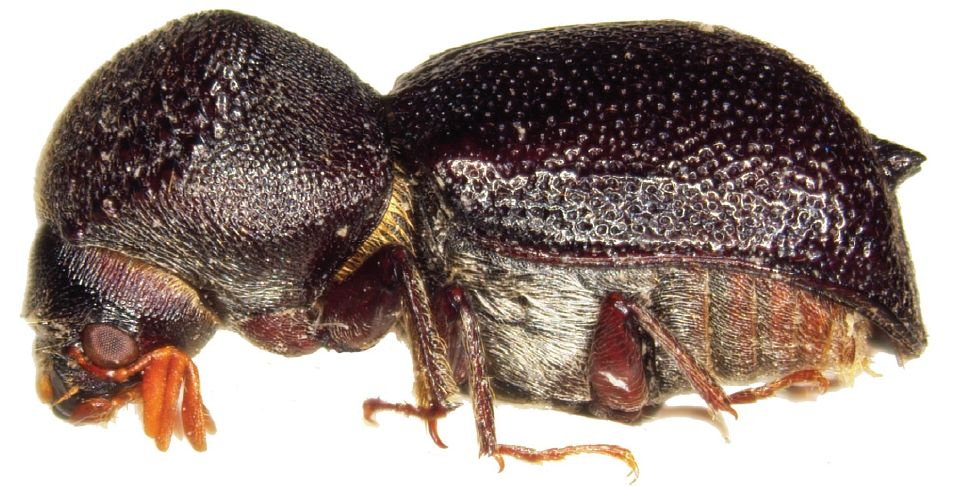
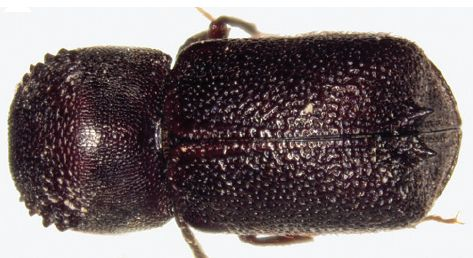